# Naim Tërnava
Naim Tërnava, född den 7 januari 1961 i Fushë Kosova i Kosovo, är mufti av Kosovo. Naim Tërnava valdes 2003 till överhuvud för Kosovos islamiska samfund (på albanska Bashkësia Islame e Kosovës). Innan dess var han direktör för en islamisk sekundärskola i Pristina. Han räknas i dag som högste representant för människor av islamisk tro i Kosovo.